# 超高速

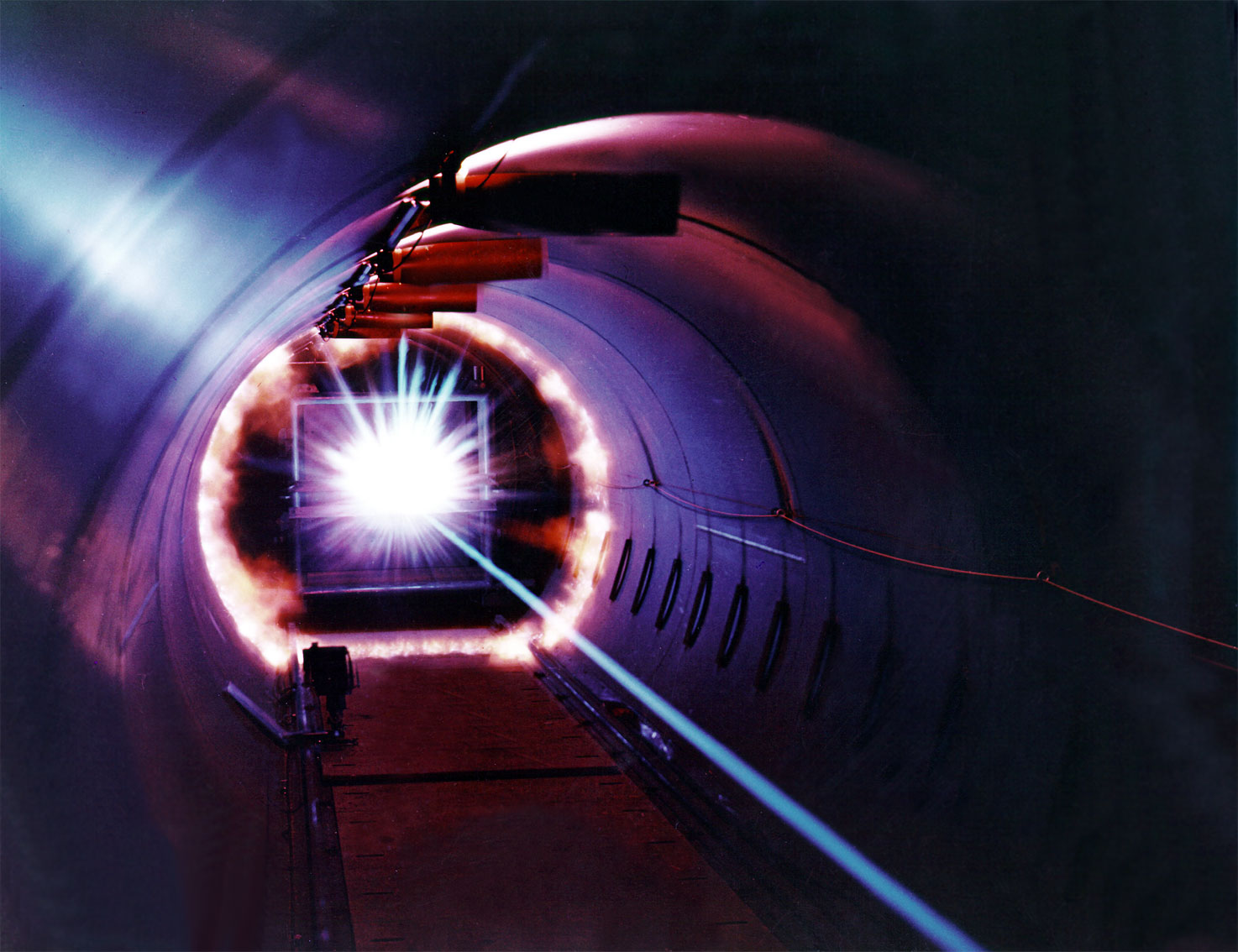
模拟一个轨道碎片以超高速撞击航天器时，发出的“能量闪光”

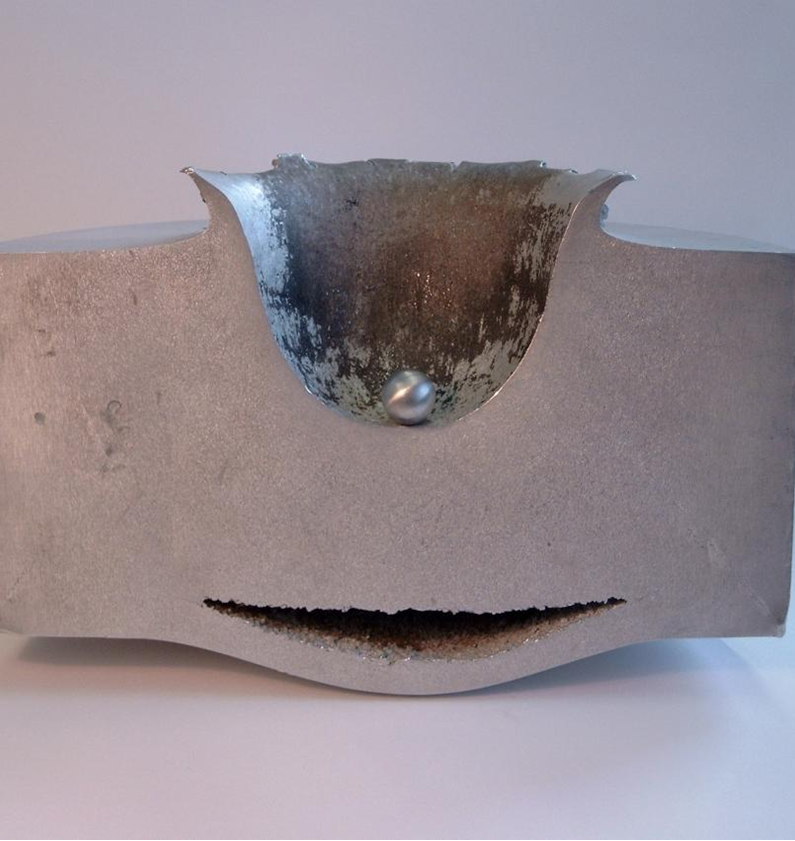
超高速碰撞

超高速（英語：Hypervelocity）是指一个非常高的速度，一般超过3,000m/s（6,700mph，11,000km/h，10,000ft/s，或8.8马赫）。
在超高速的速度下发生碰撞时，材料的强度与惯性应力相比会变得非常小。因此，金属在超高速撞击下，会表现得像流体一样。非常极端的超高速会导致撞击物和目标的蒸发。
对于结构性金属，一般认为超过2,500m/s（5,600mph，9,000km/h，8,200ft/s或7.3马赫）就是超高速。陨石坑就是超高速撞击的例子。

## 超高速碰撞事件
| 日期          | 事件            | 速度 (km/s) | 备注                                        |
| ------------- | --------------- | ----------- | ------------------------------------------- |
| 2004年9月8日  | 起源号 样品返回 | 11.04       | 坠毁（失水滑道失败）                        |
| 2006年1月15日 | 星尘号样品返回  | 12.79       | 有史以来最快的人工再入（成功登陆）          |
| 2010年6月13日 | 隼鸟号样品返回  | 12.2        | 6,500英尺高度的隼鸟号主航天器（破坏性再入） |

## 其他定义
根据美军的说法，超高速也可以指武器系统的槍口初速，确切的定义取决于所讨论的武器。在讨论輕兵器时，5000ft/s（1524m/s）或更大的初速度被认为是超高速，而对于坦克加农炮，初始速度必须高于3,350ft/s（1021.08m/s）才算超高速，其门槛为3,500ft/s（1066.8m/s）。

## 另请参见
- 超高速星
- 动能穿透器（英语：Kinetic energy penetrator）
- 終端速度
- 高超音速
- 冲击深度